# Полікарп (Мигуневич)
Полікáрп Мигунéвич (пол. Polikarp Mihuniewicz; 1679, Віленська єпархія, Велике князівство Литовське ― 1752 або 1747) ― василіянин, протоархимандрит Василіянського Чину (1743—1747), титулярний архієпископ-номінат Смоленської архієпарії Руської Унійної Церкви.

## Життєпис
Народився у Великому князівстві Литовському в сім'ї Василя і Анни Мигуневичів. Після складення вічних обітів і початкових студій у Василіянському Чині навчався на вищих філософсько-богословських студіях в Єзуїтській колегії в Браунсберзі (прибув на навчання 18 липня 1700 р.). Брав участь в Замойському синоді 1720 р. як настоятель Жировицького монастиря. 1730 р. як протоконсультор Чину і настоятель монастиря в Новогрудку був учасником урочистої коронації Жировицької ікони Божої Матері. 1739 р. разом із отцями генеральної управи Конґреґації Пресвятої Трійці був на капітулі у Львові, скликаній митрополитом Атанасієм Шептицьким, на якій було утворено нову Конґреґацію Покрови Пресвятої Богородиці Василіянського Чину. Тоді він був настоятелем Новогрудського і Лавришівського монастирів.
В 1743 р. як протоконсультор Конґреґації Пресвятої Трійці й настоятель монастиря в Білій брав участь в Дубненській капітулі (в м. Дубно на Волині), де дві василіянські Конґреґації — Литовська і Руська об'єдналися в один Руський Чин Святого Василія Великого (Ordo Sancti Basilii Magni Ruthenorum). Першим протоархимандритом об'єднаного Чину на таємному голосуванні було обрано о. Полікарпа Мигуневича. Виконував цей уряд впродовж наступних чотирьох років до 1747 р. (до капітули в Бересті 16-24 серпня 1747 р.).
По завершенні каденції 1747 р. отримав від польського короля Августа ІІІ номінацію на Смоленського титулярного архієпископа, проте невідомо з яких причин не був висвячений.
Помер у 1752 році. В польських джерелах подається, що він помер 1747 року, перед висвяченням на єпископа.